# Episodi di The Larry Sanders Show (quinta stagione)
La quinta stagione della serie televisiva The Larry Sanders Show è stata trasmessa in anteprima negli Stati Uniti d'America dalla HBO tra il 13 novembre 1996 e il 26 febbraio 1997.
| nº | Titolo originale                      | Titolo italiano | Prima TV USA     | Prima TV Italia |
| -- | ------------------------------------- | --------------- | ---------------- | --------------- |
| 1  | Everybody Loves Larry                 |                 | 13 novembre 1996 |                 |
| 2  | My Name Is Asher Kingsley             |                 | 20 novembre 1996 |                 |
| 3  | Where Is the Love?                    |                 | 27 novembre 1996 |                 |
| 4  | Ellen, or Isn't She?                  |                 | 11 dicembre 1996 |                 |
| 5  | The New Writer                        |                 | 18 dicembre 1996 |                 |
| 6  | The Matchmaker                        |                 | 8 gennaio 1997   |                 |
| 7  | Make a Wish                           |                 | 15 gennaio 1997  |                 |
| 8  | Artie and Angie and Hank and Hercules |                 | 22 gennaio 1997  |                 |
| 9  | The Prank                             |                 | 29 gennaio 1997  |                 |
| 10 | The Book                              |                 | 5 febbraio 1997  |                 |
| 11 | Pain Equals Funny                     |                 | 12 febbraio 1997 |                 |
| 12 | The Roast                             |                 | 19 febbraio 1997 |                 |
| 13 | Larry's New Love                      |                 | 26 febbraio 1997 |                 |